# Copa Internacional de Futebol Australiano de 2002
A Copa Internacional de Futebol Australiano de 2002  foi o primeiro torneio internacional de futebol australiano, realizado em Melbourne, Austrália, em 2002.
Onze países de todo o mundo participaram e a competição foi oficializada pelo International Australian Football Council.
A Irlanda venceu o torneio, terminando invicta e com vitória sobre Papua Nova Guiné na Grand Final em 23 de agosto no Melbourne Cricket Ground (MCG).

## Grupo A
| Bandeira         | País             | Time      |
| ---------------- | ---------------- | --------- |
| Dinamarca        | Dinamarca        | Vikings   |
| Reino Unido      | Grã Bretanha     | Bulldogs  |
| Japão            | Japão            | Samurais  |
| Nauru            | Nauru            | Chiefs    |
| Papua-Nova Guiné | Papua Nova Guiné | Mosquitos |

## Grupo B
| Bandeira             | País           | Time       |
| -------------------- | -------------- | ---------- |
| Canadá               | Canadá         | Northwind  |
| República da Irlanda | Irlanda        | Warriors   |
| Nova Zelândia        | Nova Zelândia  | Falcons    |
| Samoa                | Samoa          | Bulldogs   |
| África do Sul        | África do Sul  | Buffaloes  |
| Estados Unidos       | Estados Unidos | Revolution |

## 1ª Rodada
- PNG 13.11 (89) d. Grã Bretanha 2.2 (14) - Warrawee Park, Oakleigh
- Nauru 17.17 (119) d. Japão 1.8 (14) - Warrawee Park, Oakleigh
- EUA 7.10 (52) d. Samoa 4.7 (31) - TEAC Oval, Port Melbourne
- Nova Zelândia 25.13 (163) d. África do Sul 0.1 (1) - Trevor Barker Beach Oval, Sandringham
- Irlanda 7.14 (56) d. Canadá 4.7 (31) - Trevor Barker Beach Oval, Sandringham

## 2ª Rodada
- PNG 9.15 (69) d. Dinamarca 3.5 (23)
- Grã Bretanha 9.11 (65) d. Nauru 8.11 (59) - Elsternwick Park, Elsternwick
- Canadá 4.11 (38) d. África do Sul 1.5 (11)
- Irlanda 5.6 (36) d. Samoa 4.5 (29)
- Nova Zelândia 11.12 (78) d. EUA 4.1 (25)

## 3ª Rodada
- Grã Bretanha 7.3 (45) d. Japão 4.6 (30) - Whitten Oval, Footscray
- Dinamarca 5.10 (40) d. Nauru 3.9 (27)
- Samoa 12.15 (87) d. África do Sul 1.4 (10)
- Nova Zelândia 10.8 (68) d. Canadá 2.6 (18)
- Irlanda 7.7 (49) d. EUA 6.3 (39)

## 4ª Rodada
- Dinamarca 12.9 (81) d. Grã Bretanha 4.2 (26)
- PNG 23.9 (147) d. Japão 0.0 (0)
- Irlanda 15.8 (98) d. África do Sul 3.3 (21)
- EUA 8.4 (52) d. Canadá 1.1 (7)
- Nova Zelândia 10.10 (70) d. Samoa 5.8 (38)

## 5ª Rodada
- Dinamarca 10.6 (66) d. Japão 4.7 (32)
- PNG 13.13 (91) d. Nauru 6.8 (44)
- EUA 20.12 (132) d. África do Sul 0.4 (4)
- Samoa 9.15 (69) d. Canadá 0.5 (5)
- Irlanda 4.10 (34) d. Nova Zelândia 3.2 (20)

## Decisão de Posições Menos Importantes
- Nova Zelândia 3.7 (25) d. Dinamarca 2.4 (16)
- Samoa 5.7 (37) d. Nauru 2.8 (20)
- Canadá 6.5 (41) d. Japão 5.2 (32)
- EUA 13.15 (93) d. Greã Bretanha 2.3 (15) - Junction Oval, St Kilda

## Grand final
Sexta-feira, 23 de agosto de 2002
|         |               |                  |                                                       |
| Irlanda | 51 - 19       | Papua Nova Guiné | Estádio: Melbourne Cricket Ground Público: 32.393 [A] |
| 7 9     | Goals Behinds | 2 7              | Estádio: Melbourne Cricket Ground Público: 32.393 [A] |

A  A Grand Final foi disputada como pano de fundo para a partida da 21ª rodada da AFL entre Hawthorn e North Melbourne, então esse é o público total para a partida, embora nem todos os espectadores estivessem dentro do estádio no início ou na conclusão do evento.
Relatório da Partida
| Elenco da Irlanda | Treinador      |
| --- | -------------- |
| M. Johnson, B. Denham, A. Flood, D. Reidy, E. Humphries, D. Cotter, R. McFlynn, F. Killoury, D. Stynes, D. Mulligan, M. Currane, A. Kelly, N. McFlynn, D. Griffin, G. Lane, D. Boylan, B. Shortall, L. O'Conner, B. Currane, F. Bradshaw, D. O'Sullivan, D. Johnson, P. Kiely, J. O'Sullivan, S. McPhillips, A. Cooney, B. Boyle, J. Cunnane, D. Burns. | D. Fitzpatrick |

| Elenco de Papua Nova Guiné | Treinador  |
| --- | ---------- |
| W. Yangomia, J. Ropa, V. Lai, D. Lai, J. Bosko, J. Gavuri, S. Keu, N. Saroa, A. Boko, A. Henao, R. Leka, O. Gibson, M. Mondo, N. Maha, D. Gavara, B. Sovara, P. Kila, N. Lowa, P. Meli, R. Rae, B. Tandawai, A. Gela, J. Dau, P Maisu, H. Pare, M. Bae, F. Kelteri, P. Vuluka, R. Aupae, J. Loggha. | A. Cadozow |

## Classificação Final
1. Irlanda
2. Papua Nova Guiné
3. Nova Zelândia
4. Dinamarca
5. EUA
6. Grã Bretanha
7. Samoa
8. Nauru
9. Canadá
10. Japão
11. África do Sul

## Seleção do Campeonato
| Jogador           | País             | Clube                       | Posição |
| ----------------- | ---------------- | --------------------------- | ------- |
| Stefan Leyhare    | Canadá           | Broadview Hawks             |         |
| Erik Krolmark     | Dinamarca        | North Copenhagen Barracudas |         |
| Mogens Hansen     | Dinamarca        | North Copenhagen Barracudas |         |
| John Boyle        | Grã Bretanha     | West London Wildcats        |         |
| Ben Rees          | Grã Bretanha     | Sussex Swans                |         |
| Michael Johnson   | Irlanda          | Belfast Redbacks            |         |
| Aaron Flood       | Irlanda          | Midland Tigers              |         |
| Liam O'Connor     | Irlanda          | Leeside Lions               |         |
| David Stynes      | Irlanda          | Dublin Demons               |         |
| Yuta Kobayasi     | Japão            | Tokyo Goannas               |         |
| Alfred Spanner    | Nauru            | Menaida                     |         |
| Quinson Cook      | Nauru            | Menaida                     |         |
| Vince Serci       | Nova Zelândia    | Eastern Suburbs             |         |
| Steve Frogatt     | Nova Zelândia    | University                  |         |
| Mike Seversinsen  | Nova Zelândia    | Eastern Suburbs             |         |
| Walter Yandomina  | Papua Nova Guiné | Enga                        |         |
| John Bosko        | Papua Nova Guiné | Morobe                      |         |
| Navu Maha         | Papua Nova Guiné | Central                     |         |
| Overa Gibson      | Papua Nova Guiné | Gulf                        |         |
| Fia Tootoo        | Samoa            | Clayton                     |         |
| Mikaele Pesamino  | Samoa            | Fasitoo-Uta Tigers          |         |
| Mtutuzeli Hlomela | África do Sul    | Johannesburg                |         |
| Charley Ellis     | Estados Unidos   | Denver Bulldogs             |         |
| Chad Martin       | Estados Unidos   | Phoenix Scorpions           |         |

## Ligações Externas
- http://www.aussierulesinternational.com
- Australian Football International Cup, 2002 - World Footy News review